# Konvent (populärkultur)
Konvent är ett evenemang där många personer samlas för att ägna sig åt en viss inriktning av hobbyer. Det brukar oftast kretsa kring spel, exempelvis tv-spel, rollspel, arkadspel,  kortspel, datorspel, brädspel, figurspel, etc. Det har dock blivit allt vanligare med så kallade japankonvent där  japansk populärkultur är ett genomgående tema. Även japankonventen brukar innefatta spel. 
I Los Angeles arrangeras konventet Anime Expo med 43 000 besökare. I Finland arrangeras  science-fictionkonventet Finncon vilket brukar dra runt 8 000 besökare. I Paris arrangeras det enorma japankonventet Japan Expo, vilket år 2008 samlade 130 000 besökare.

## Konvent i Sverige
Konvent i Sverige arrangeras nästan uteslutande av ideella föreningar. 

### Spelkonvent
Spelkonvent brukar innefatta flera olika typer av spel. Det kan bland annat vara brädspel, kortspel, rollspel, figurspel, lajv och datorspel. Filmvisningar och andra aktiviteter är även vanligt. Spelbutiker brukar även vara representerade. Många spelkonvent är idag arrangerade av ideella föreningar. En trolig anledning till detta är att det finns mycket stöd att hämta för den typen av verksamhet, bland annat hos Sverok.
Antingen kan man ta med sig egna spel hemifrån eller spela spel som andra deltagare eller föreningar har med sig. Oavsett så är det alltid lätt att hitta folk som vill delta i något spel. Detta gör att spelkonvent är ett bra sätt att prova på nya spel eftersom det ofta finns någon som redan kan spelet och därmed kan förklara reglerna.
Ofta hålls turneringar/mästerskap i olika spel, exempelvis SM-tävlingar. De flesta som spelar gör det dock just för att det är roligt och socialt.
Spelkonvent brukar hållas i någon skola/lokal eller universitet över någon längre helg (3-4 dagar). Mat/kiosk och sovmöjligheter brukar konventarrangörerna ordna. Några större spelkonvent är GothCon i Göteborg, CalCon i Kalmar,  Stockholms spelkonvent, SydCon i Malmö/Lund, Nintendo Next Summer, Nordsken i Skellefteå och Halmstad Spelkonvent. Under Stockholm Pride arrangeras QueerCon av spelföreningen Queernördarna för HBTQI+-personer. De största konventen med spel som ett huvudtema är LinCon i Linköping, NärCon vinter i Linköping (tidigare i Örebro) och GothCon som troligtvis är sveriges äldsta spelkonvent och har funnits sedan 1977.

### Japankonvent
Huvudartikel Animekonvent

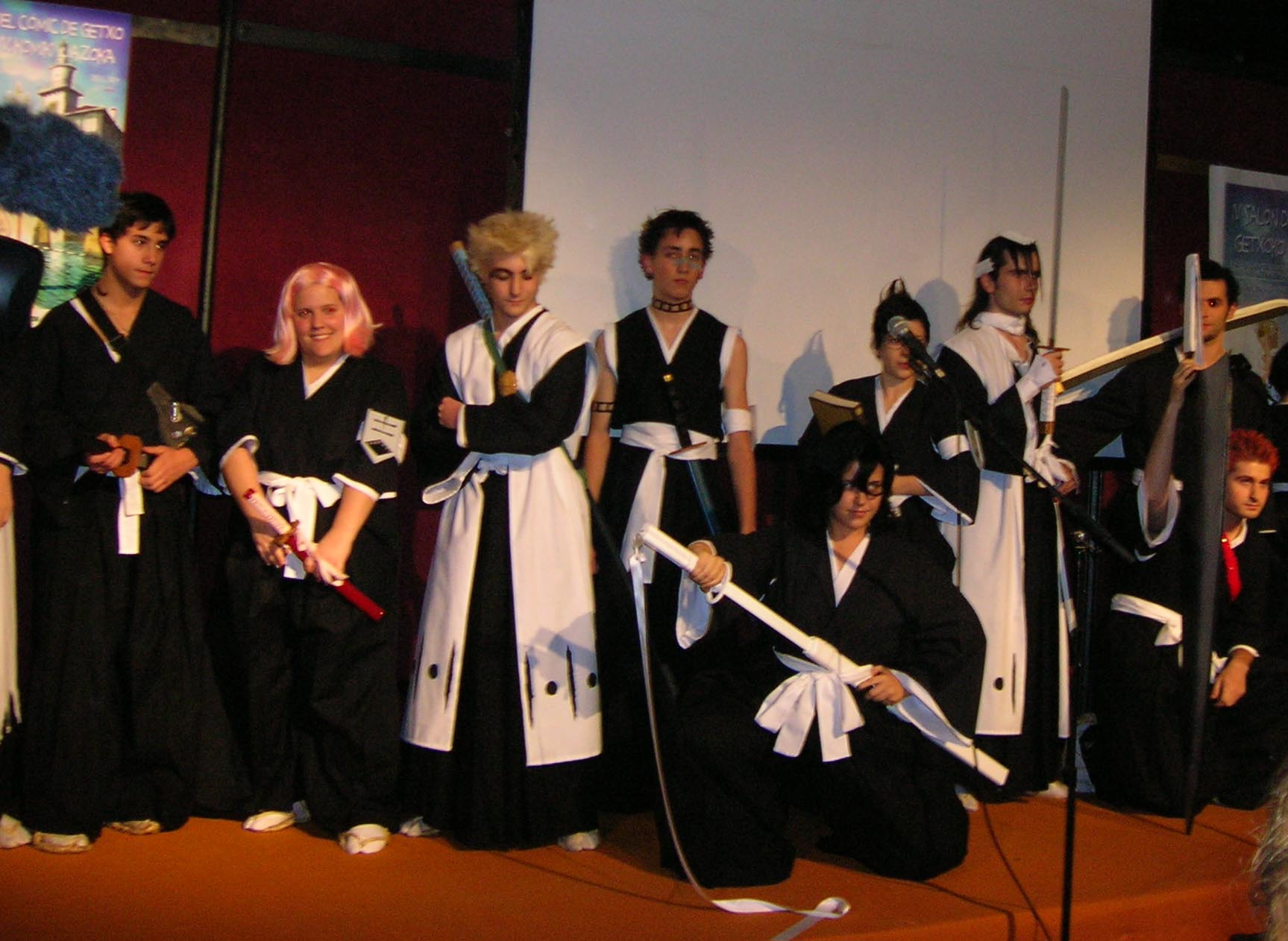
Personer vid ett japankonvent som gestaltar seriefigurer från Bleach i cosplay.

De allt mer förekommande japankonventen brukar vara uppbyggda på ungefär samma sätt som spelkonvent, men inriktar sig på japansk populärkultur. Det mest utmärkande för ett japankonvent brukar vara cosplay då kostymerna har en tendens att sticka ut i mängden. Japankonvent brukar även innefatta  animevisning, karaoke,  mangaläsning och försäljning av japanska varor. I viss utsträckning sker även livespelningar med japansk musik, så kallad j-pop och j-rock.
Sveriges största japankonvent är Närcon i Linköping (grundat 2002 i Örebro) som 2018 drog över 10.000 besökare. Innan sin nedläggning 2012 var Uppcon det största konventet i Sverige med över 3000 besökare, och numera nedlagda konventet MeuwCon i Stockholm var med cirka 1300 besökare även det ett av de största. På senare år har ConFusion i Göteborg dykt upp som ett av de större; 2013 drog konventet 1500 besökare.
I Sverige finns även japan-eventen Japan-Loppisen som 26 mars 2011 besöktes av 1800 barn, ungdomar och vuxna i kulturhuset i Stockholm och eventet TokyoExpo 3-4 september 2011 som hade ca 2500 besökare.

## Källhänvisningar
1. ↑  ”QueerCon”. QueerNördarna. 8 juni 2017. Arkiverad från originalet den 21 maj 2022. https://web.archive.org/web/20220521102141/https://queerandnerdy.se/queercon/. Läst 31 maj 2022.
2. ↑  "Kalendarium". Arkiverad 29 oktober 2014 hämtat från the Wayback Machine. Mangakai.se. Läst 29 oktober 2014.